# Antherina suraka
Antherina suraka is een vlinder uit de familie nachtpauwogen (Saturniidae), onderfamilie Saturniinae.
De wetenschappelijke naam van de soort is, als Saturnia suraka, voor het eerst geldig gepubliceerd door Boisduval in 1833.